# Lijst van attractietypen
Deze pagina bevat een lijst van attractietypen die te vinden zijn in attractieparken of op kermissen.
- 3D-film
- 4D-film
- Achtbaan
  - Draaiende achtbaan
  - Duellerende achtbaan
  - Duikachtbaan
  - Gemotoriseerde achtbaan
  - Hangende achtbaan
  - Heen-en-terugachtbaan
  - Houten achtbaan
  - Hybride achtbaan
  - Indoorachtbaan
  - Lanceerachtbaan
  - Mijntreinachtbaan
  - Motorfietsachtbaan
  - Omgekeerde achtbaan
  - Overdekte achtbaan
  - Pijplijnachtbaan
  - Rodelachtbaan
  - Shuttle-achtbaan
  - Staande achtbaan
  - Stalen achtbaan
  - Tweelingachtbaan
  - Vierdimensionale achtbaan
  - Vliegende achtbaan
  - Vloerloze achtbaan
  - Waterachtbaan
  - Wildemuis-achtbaan
  - Wing Coaster
  - Zijfrictieachtbaan
- Animatronicsshow
- Botsauto's
- Botsboten
- Darkride
  - Dark water ride
  - Hangende darkride
  - Interactieve darkride
  - Simulatordarkride
  - Trackless darkride
- Disk'O
  - Disk'O Coaster
- Draaimolen
- Giant Sky Chaser
- Glijbaan
- Gravitron
- Jetski
- King Kong
- Klimmuur
- Kop-van-jut
- Looping Schip
- Luchtballonnencarrousel
- Madhouse
- Minigolf
- Monorail
- Nautic Jet
- Observatietoren
- Paardenbaan
- Paratower
- Paratrooper
- Polyp
- Red baron
- Reuzenrad
- Rockin' Tug
- Rodelbaan
  - Alpine Coaster
  - Bobkart
- Rondrit
- Rondvaart
- Rotor
- Rupsbaan
- Schommelschip
- Simulator
  - Belevingstunnel
  - Panoramavliegsimulator
  - Simulatordarkride
- Skycoaster
- SkyDiver
- Slot car racing
- Spin 'n puke
  - Booster
  - Breakdance
  - Calypso
  - Capriolo
  - Condor
  - Demolition Derby
  - Enterprise
  - Fly-o-plane
  - Frisbee
  - Furioso
  - Hully Gully
  - Loop-o-plane
  - Luna-Loop
  - Popcorn party
  - Rainbow
  - Robocoaster
  - Rock-o-plane
  - Rockin' Tug
  - Roll-o-plane
  - Round-up
  - Tango
  - Theekopjesattractie
  - Topple Tower
  - Topspin
  - Tri Star
  - Turbine
  - Sky Fly
  - Swing Mill
  - Vliegend tapijt
  - Waltzer
  - Zipper
- Splash battle
- Spookhuis
- Springkussen
- Steile wand
- Toren
- Tow boat ride
- Troika
- Twist 'n' Splash
- Uitkijktoren
- Vrije val
  - SkyDiver
- Vrolijk rad
- Walkthrough
  - Cakewalk
  - Doolhof
- Waterballen
- Watercarrousel
- Waterglijbaan
  - Hara Kiri Raft Slide
- Wildwaterbaan
  - Boomstamattractie
  - Rapid river
  - Shoot-the-Chute
- Zweefmolen
  - Opgooizweefmolen
  - Starflyer